# Майк Бертон (плавець)
Майк Бертон (англ. Mike Burton, 3 липня 1947) — американський плавець.
Олімпійський чемпіон 1968, 1972 років.
Переможець Панамериканських ігор 1967 року.
Переможець літньої Універсіади 1967 року, призер 1965 року.